# Dennis Durant

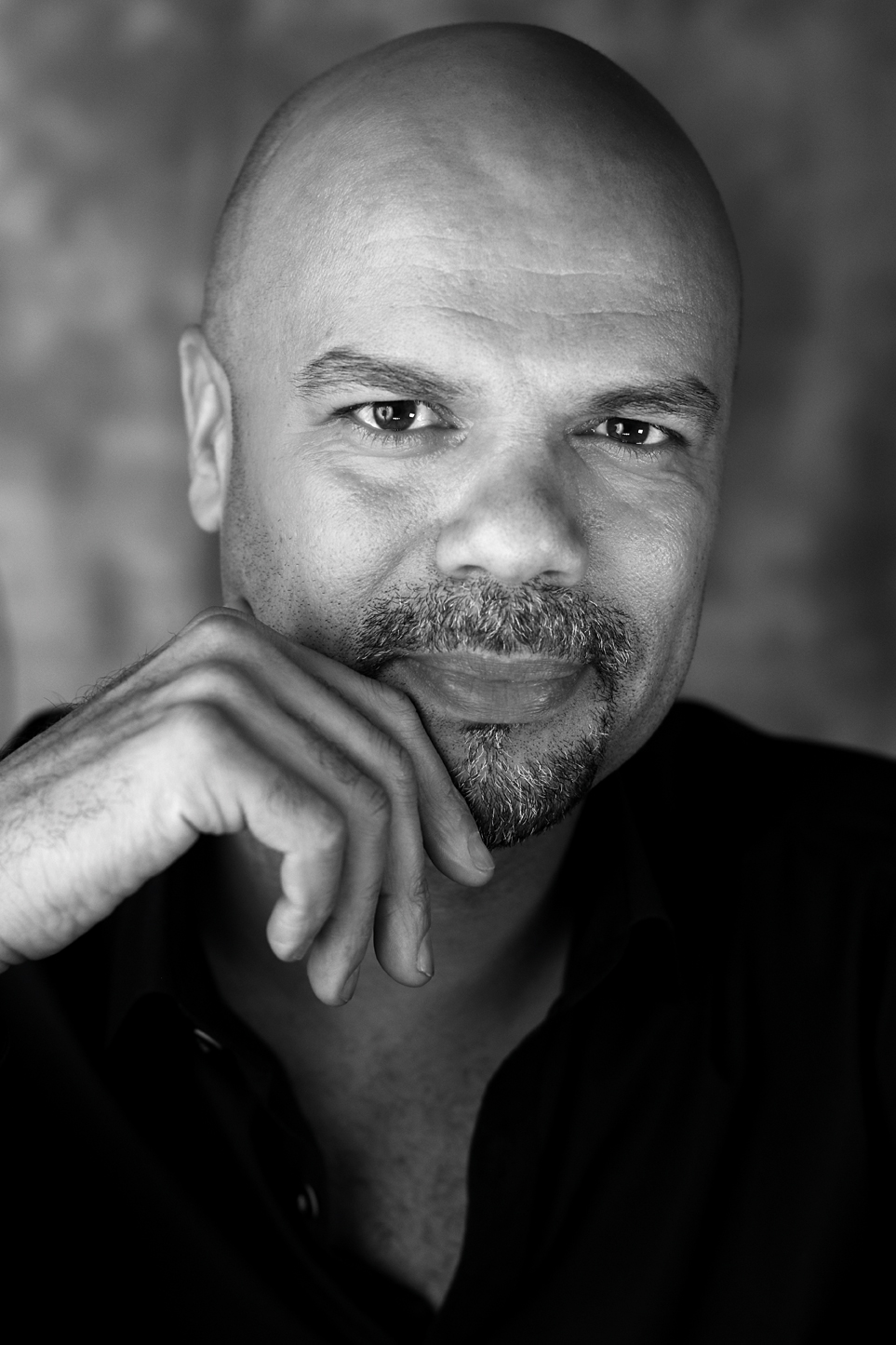
Porträt von Dennis Durant

Dennis Durant (* 1970, bürgerlich Dennis Rodney Durant) ist ein amerikanisch-deutscher Sänger, Komponist, Schauspieler und Moderator. 

## Leben
Dennis Durant wurde 1970 als Sohn einer Deutschen und eines Amerikaners in Süddeutschland geboren. Seit 2002 lebt und arbeitet er in seiner Wahlheimat Hamburg.

## Werdegang
Seine Ausbildung zum Schauspieler absolvierte er am Badischen Staatstheater in Karlsruhe. 1992 startete er seine Karriere als Schauspieler; parallel zu seinen Engagements am Theater übernahm der gebürtige Schwabe Serienrollen (sowohl für private als auch für öffentlich-rechtliche Sender) sowie Parts in verschiedenen Musicals. Als Sänger und Schauspieler sah man ihn in verschiedenen TV-Serien und als Teil des Swing Duo „The Sankt Pauli Mad Pack“. Im Oktober 2002 folgte er dem Ruf des Broadway-Hits „Der König der Löwen“ nach Hamburg, wo er über zwei Jahre hinweg in der Rolle des "Scar" überzeugte.
Seit 2005 konzentriert sich Dennis Durant auf die Veröffentlichung eigener Songs in Singer-Songwriter-Tradition mit großem Souleinfluss (er selbst bezeichnet sich auch als "Singer-Soulwriter").
Mit seiner Band gibt Dennis Durant Konzerte, auf denen er auch seine eigenen Acoustic Soul Songs vorstellt. Sechs CDs hat er bereits auf seinem Label "Du willst es doch auch Records" veröffentlicht.
In seiner Musik verarbeitet Durant viele persönliche Erfahrungen und Gefühle. So ist das Album bzw. der Song New York's not my home nach einem emotionalen Wiedersehen mit seinem amerikanischen Vater in New York entstanden, der auf das Drängen seiner Freundin hin 22 Jahre zuvor den Kontakt völlig abgebrochen hatte. Unter anderem auf dieser CD singt er auch Stücke von anderen Komponisten, vor allem von Jim Croce (1943–1973), seinem Idol seit Kindertagen.
Neben seiner eigenen Musik produziert Dennis Durant mit seinem Label auch die Stücke anderer Künstler, deren Potenzial er schätzt und denen er eine Chance geben möchte, sich ebenso in Ruhe und ohne Druck weiterentwickeln zu können.

## Theater (Auszüge)
- GIQ 2001, Theater Adhoc, Holland / RedArt, Münster / Rolle: Dennis
- Jedermann 2000, Festspiele, Bad Hersfeld / Rolle: Gute Werke
- Die Dreigroschenoper 1998, Stadttheater, Essen / Rolle: Jimmy
- Hamlet und Othello 1997, Scalatheater, Ludwigsburg / Rolle: Othello
- Ein Sommernachtstraum 1994, Scalatheater, Ludwigsburg / Rollen: Lysander, Zettel
- Romeo und Julia 1993, Scalatheater, Ludwigsburg / Rolle: Romeo
- Faust 1991, Inseltheater, Karlsruhe / Rollen: Lustige Person, Gabriel, Frosch

## Musical
- Disney's Der König der Löwen (2002 bis 2005), Theater im Hafen, Hamburg / Rollen: Scar, Pumbaa
- Asyl (1996), Stadttheater, Krefeld – Mönchengladbach / Rolle: Manuel Makumba
- Die Rocky Horror Show (1994), Kaiserhoftheater, Köln / Rolle: Frank´N Furter
- Der Struwwelpeter (1993), Wolf-Ferrari-Haus, München / Rolle: Fliegender Robert
- Rats (1992), Theater rechts der Isar, München / Rolle: Philemon

## Fernsehen (Auszüge)
- Alles was zählt (2006), RTL / Rolle: Andrew Wellington
- Was guckst du?! (2006), Sat.1 / Rolle: Morpheus
- Verbotene Liebe (2001), ARD / Rolle: Sven Beckmann
- Die Anrheiner (1999), WDR / Rolle: Dr. Martin
- Balko (1999), RTL / Rolle: Akim
- Küstenwache (1998), ZDF / Rolle: Funker Wilson

## Diskografie (Alben)
- 2005: Come as you are (Dennis Durant)
- 2006: So they say (Dennis Durant)
- 2008: Swing is back in town (The Sankt Pauli Mad Pack)
- 2010: New York's not my home (Dennis Durant)
- 2011: Life in the sands (Judith Tellado)
- 2012: Just in time (Dennis Durant)
- 2015: Soulmate (Dennis Durant)
- 2018: Leise Kämpfer (Dennis Durant)
- 2023: Fragile (Zyunzo Garcia und Dennis Durant)